# Тест простоти Міллера — Рабіна
Тест простоти Міллера — Рабіна або тест Міллера – Рабіна — це тест простоти: алгоритм, який визначає чи є надане число простим. Його початкова версія, яку розробив професор Міллер, є детерміністичною, але детермінізм покладається на недоведену узагальнену гіпотезу Рімана; Міхаель Рабін змінив її, щоб отримати безумовний імовірнісний алгоритм.

## Вступ
Для багатьох застосувань, як-от криптографія, ми потребуємо великих випадкових простих чисел. На щастя, великі прості не такі вже й рідкісні, тому можливо перевіряти цілі потрібного розміру, щоб знайти серед них просте. Функція розподілу простих чисел {\displaystyle \pi (n)} визначає кількість простих чисел, які менші ніж {\displaystyle n}. Наприклад, {\displaystyle \pi (10)=4.} Відомо, що
{\displaystyle \lim _{n\to \infty }{\frac {\pi (n)}{n/\lg n}}=1.}
Це досить якісне наближена оцінка для {\displaystyle \pi (n).} З цього ми маємо, що ймовірність того, що {\displaystyle n} є простим дорівнює {\displaystyle 1/\lg n}. Геометричний розподіл підказує нам, що очікувана кількість спроб для знаходження простого числа становить {\displaystyle \lg n}. Також ми, звісно, можемо опустити парні числа, що зменшує кількість спроб удвічі.
Наївним способом перевірки чи число просте був би повний перебір можливих дільників. Тобто для числа {\displaystyle n} потрібно було б перебрати {\displaystyle 2,3,\dots ,\lfloor {\sqrt {n}}\rfloor }. Знов-таки, ми можемо пропускати парні числа більші ніж двійка. Якщо вважати, що кожне пробне ділення потребує однаково часу, то складність буде {\displaystyle O({\sqrt {n}})}, така складність є експоненційною для {\displaystyle n}. Алгоритми з такою складністю, зазвичай вважають повільними. Хоча у такого алгоритму є й перевага, він знаходить дільники {\displaystyle n}, тобто розкладає число.

## Ймовірнісні тести простоти
Найвідомішими ймовірнісними тестами простоти є тест Соловея — Штрассена і тест Міллера — Рабіна. В обох випадках базова процедура та сама: ми визначаємо множину {\displaystyle W} свідків того, що {\displaystyle n} є складеним. Якщо ми можемо знайти {\displaystyle w\in W,} тоді {\displaystyle W\neq \emptyset ,} і {\displaystyle n} є складеним числом. У випадку тесту Міллера — Рабіна {\displaystyle W:={\overline {W_{n}}}.}

### Оцінка кількості свідків
Нехай {\displaystyle n\in \mathbb {N} } буде непарним числом і нехай {\displaystyle n-1=2^{t}m,} з непарним {\displaystyle m.} Припустимо, що {\displaystyle n} просте. Тоді квадратними коренями з {\displaystyle 1} будуть лише {\displaystyle \pm 1,} тобто єдиними розв'язками {\displaystyle x^{2}-1} за модулем 2. Більше того, {\displaystyle a^{n-1}\equiv 1\mod n} для кожного {\displaystyle a\in \mathbb {N} ,} яке просте з {\displaystyle n.} Отже, 
{\displaystyle a^{n-1}\equiv 1\mod n} і {\displaystyle a^{(n-1)/2}\equiv \pm 1\mod n,} і
якщо {\displaystyle a^{(n-1)/2}\equiv 1\mod n,} тоді {\displaystyle a^{(n-1)/4}\equiv \pm 1\mod n,} і
якщо {\displaystyle a^{(n-1)/4}\equiv 1\mod n,} тоді {\displaystyle \dots }
Ми бачимо: якщо {\displaystyle n} є простим, тоді для кожного {\displaystyle a\in \mathbb {N} } за умови, що {\displaystyle \gcd(a,n)=1,} або {\displaystyle a^{m}\equiv 1\mod n,} або існує {\displaystyle j\in \{0,\dots ,t-1\}} з {\displaystyle a^{2^{j}m}\equiv -1\mod n.} Зворотнє твердження також істинне, тобто, якщо {\displaystyle n} є складеним, тоді існує {\displaystyle a\in \mathbb {N} } з {\displaystyle \gcd(a,n)=1,} таке що {\displaystyle a^{m}\not \equiv 1\mod n} і {\displaystyle a^{2^{j}m}\not \equiv -1\mod n} для {\displaystyle 0\leq j\leq t-1.} І точніше:
Теорема: Нехай {\displaystyle n\in \mathbb {N} } буде складеним непарним числом. Нехай {\displaystyle n-1=2^{t}m,} з непарним {\displaystyle m.} Нехай 
{\displaystyle {\overline {W_{n}}}=\{[a]\in \mathbb {Z} _{n}^{*}|a^{m}\not \equiv 1\mod n,a^{2^{j}m}\not \equiv -1\mod n,0\leq j\leq t-1\}.}
Тоді {\displaystyle |{\overline {W}}_{n}|\geq \varphi {(n)}/2.}

### Порівняння з тестом Соловея—Штрассена
Тест Міллера — Рабіна буде кращим вибором:
1. Легше обчислити тестові умови.
2. Свідок для тесту Соловея—Штрассена також свідок для тесту Міллера — Рабіна.
3. У тесті Міллера — Рабіна ймовірність натрапити на свідка за одну випадкову спробу більша ніж 3/4, а у тесті Соловея—Штрассена 1/2.

## Псевдокод
| МІЛЛЕР-РАБІН{\displaystyle (n,k)} 1. якщо {\displaystyle n} парне тоді 2. повернути ХИБА 3. {\displaystyle m\gets (n-1)\ {\mbox{div}}\ 2;t\gets 1} 4. поки {\displaystyle m} парне 5. {\displaystyle m\gets m\ {\mbox{div}}\ 2;t\gets t+1} 6. для {\displaystyle i\gets 1} до {\displaystyle k} 7. {\displaystyle a\gets Random()\mod n} 8. {\displaystyle u\gets a^{m}\mod n} 9. якщо {\displaystyle u\neq 1} тоді 10. {\displaystyle j\gets 1} 11. поки {\displaystyle u\neq n-1} і {\displaystyle j<t} 12. {\displaystyle u\gets u^{2}\mod n;j\gets j+1} 13. якщо {\displaystyle u\neq n-1} тоді 14. повернути ХИБА 15. повернути ІСТИНА |

Імовірність помилки {\displaystyle \leq 1/4^{k}.}